# Národní park Katavi
Národní park Katavi (v jazyku suajili) je chráněné místo, které bylo vytvořeno roku 1974 a nachází se na západě afrického státu Tanzanie. Je to vzdálený park, který není tak často navštěvován jako jiné národní parky té oblasti. Jeho rozloha činí 4 471 km² a tím je 3 největší národní park Tanzanie. Tímto parkem protéká řeka Katuma, jezero Katavi a pláně zaplavené jezerem Chada.